# Gordon Bamford Preston
Pour les articles homonymes, voir Bamford et Preston.
Gordon Bamford Preston, né le 28 avril 1925 à Workington, dans le comté de Cumbria du nord-ouest de l'Angleterre, et mort le 14 avril 2015 à Oxford est un mathématicien britannique réputé pour ses travaux sur les demi-groupes.

## Vie et œuvre
Il commence ses études en 1943 au Magdalen College l'un des prestigieux collèges de l'université d'Oxford. L'année d'après il est appelé sous les drapeaux. Il rejoint Bletchley Park, le quartier général des services du Chiffre britannique durant la Seconde Guerre mondiale, où il fait partie d'un groupe de mathématiciens qui comprend entre autres Alan Turing chargé du déchiffrement des codes secrets allemands. En 1946, Preston retourne à Oxford et termine ses études en 1948. Tout en enseignant au Royal Military College de Shrivenham, il effectue des recherches sous la direction de Whitehead puis de E. C. Thomson, et soutient une thèse (Ph. D.) en mathématiques en 1954 à l'université d'Oxford. En 1954 aussi, il publie trois articles fondamentaux dans le Journal de la  London Mathematical Society, où il jette les bases de la théorie des demi-groupes inversifs, sans connaître les travaux similaires de Viktor Vladimirovich Wagner (en). En 1956-58, Preston passe deux années aux États-Unis, sur invitation d'Alfred H. Clifford, à l'université Tulane, à La Nouvelle-Orléans où Clifford venait d'être nommé l'année précédente. Ils commencent l'élaboration de leur livre commun. Le premier volume paraît en 1961, juste après celui de E. S. Lyapin. Ce livre de Gordon et Clifford et Gordon a eu une influence très considérable sur le développement ultérieur de la théorie des demi-groupes. En 1963, Gordon Bamford Preston émigre en Australie. Il occupe une chaire de mathématiques à l'université Monash près de Melbourne. Il forme un groupe important de spécialistes de la théorie des demi-groupes. Après sa retraite en 1990, il passe chaque année six mois à Oxford et six mois à Melbourne. Il meurt à Oxford le 14 avril 2015.

## Travaux (sélection)
- (en) « Inverse semi-groups », J. London Math. Soc., vol. 29,‎ 1954, p. 396–403
- (en) « Inverse semi-groups with minimal right ideals », J. London Math. Soc., vol. 29,‎ 1954, p. 404–411
- (en) « Representations of inverse semi-groups », J. London Math. Soc., vol. 29,‎ 1954, p. 411–419
- (en) Alfred H. Clifford et Gordon B. Preston, The algebraic theory of semigroups, vol. I, Providence, R.I., American Mathematical Society, coll. « Mathematical Surveys » (no 7), 1961, xv+224 (ISBN 978-0-8218-0272-4, MR 0132791, lire en ligne)
- (en) Alfred H. Clifford et Gordon B. Preston, The algebraic theory of semigroups, vol. II, Providence, R.I., American Mathematical Society, coll. « Mathematical Surveys » (no 7), 1967, xv+350 (MR 0218472)

## Divers
L'université Monash décerne un prix et une bourse qui portent le nom Gordon Preston : 
- Gordon Preston Prize
- Gordon Preston Pure Mathematics Honours Scholarship

## Honneurs
- En 1990 a eu lieu une conférence à Melbourne, intitulée Monash Conference on Semigroup Theory pour rendre hommage aux contributions Gordon Preston. Gordon lui-même a présenté une communication où il évoque ses souvenirs personnels sur les débuts de la théorie de demi-groupes[5].